# Ossenmarkt (Antwerpen)
De Ossenmarkt is een plein in het oosten van de Universiteitsbuurt van de Belgische stad Antwerpen. Het Begijnhof Antwerpen bevindt zich vlak in de buurt.
Op het nagenoeg driehoekig plein staan diverse bomen met bankjes en een Mariabeeld met Kind van Floris de Cuijper op een hoge arduinen sokkel. Het beeld werd ingehuldigd in 1947 maar de sokkel, met het jaartal 1716 is ouder en was een pompzuil.
Het plein werd geopend in 1517 als bijkomende veemarkt van Antwerpen. De lijstgevels op het plein zijn 19e- en 20e-eeuws met aan de noordzijde twee oudere trapgevels.
In een haalbaarheidsstudie naar een nieuwe premetrotunnel onder het Antwerpse stadscentrum werd de bouw van een premetrostation Ossenmarkt onder het plein bestudeerd, maar er is nog geen zicht op een eventuele concrete realisatie.

## Galerij

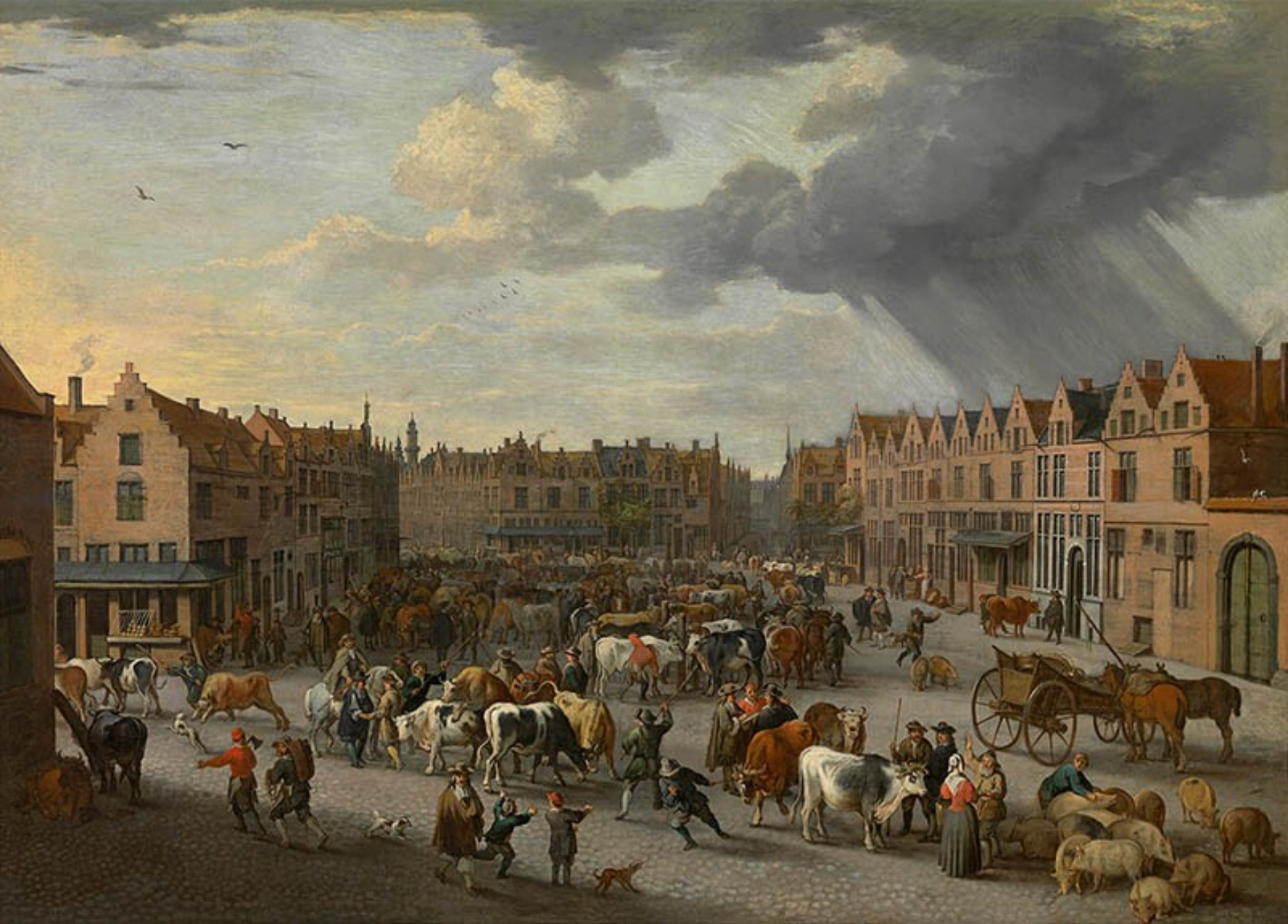
De oude ossenmarkt in Antwerpen door Peeter van Bredael
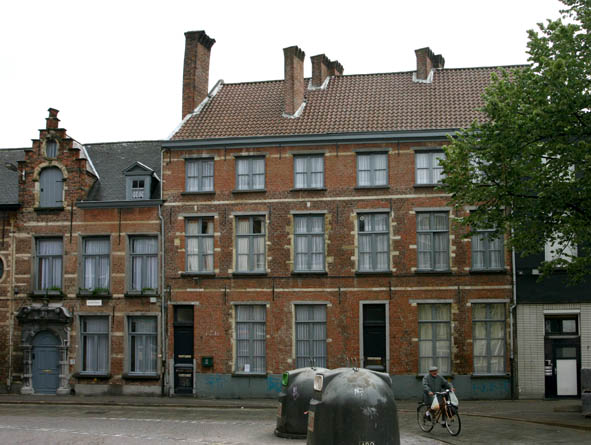
Ossenmarkt 5
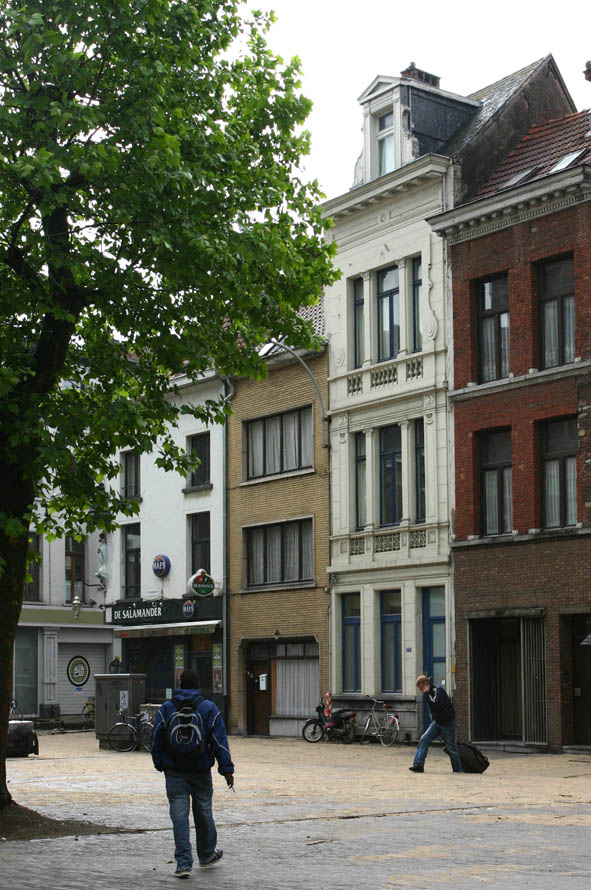
Ossenmarkt 17
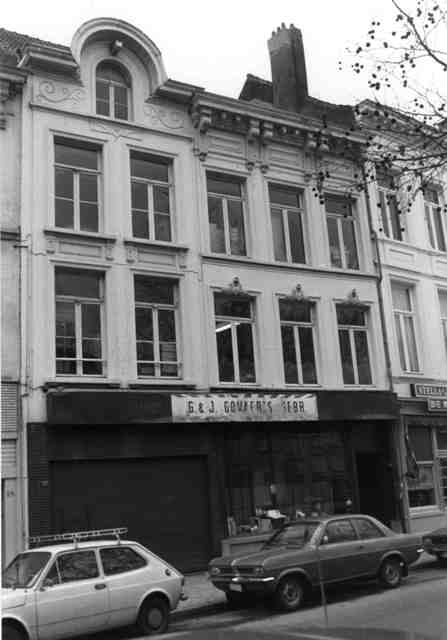
Ossenmarkt 19-20